# Amphipsylla petristshevae
Amphipsylla petristshevae är en loppart som beskrevs av Darskaya 1949. Amphipsylla petristshevae ingår i släktet Amphipsylla och familjen smågnagarloppor. Inga underarter finns listade i Catalogue of Life.